# Jürgen Eickel
Jürgen Eickel (* 17. Dezember 1935 in Münster) ist ein deutscher Informatiker und emeritierter Hochschullehrer an der Fakultät für Informatik der Technischen Universität München.

## Leben
Eickel studierte Mathematik und Physik an der Westfälischen Wilhelms-Universität Münster, wo er 1961 neben dem Staatsexamen für das Lehramt an höheren Schulen auch im Fach Mathematik bei Heinrich Behnke promovierte (Glatte starre Holomorphiegebiete vom topologischen Typ der Hyperkugel). 1963 wechselte er an das Institut für Mathematik der TH München und arbeitete nach seiner Habilitation (1968) als Hochschuldozent und wissenschaftlicher Rat. Den Ruf auf eine ordentliche Professur für „Automatentheorie und formale Sprachen“ an der TH Darmstadt (1971) schlug er zugunsten einer Aufgabe als Forschungsgruppenleiter für das Fach „Programmier- und Dialog-Sprachen sowie ihre Compiler“ an der Friedrich-Alexander-Universität Erlangen-Nürnberg aus, um kurz darauf an der TU München den zweiten Lehrstuhl für Informatik zu übernehmen. Eickel ist damit eine der Persönlichkeiten, die Teil der Abspaltung der Informatik von der Mathematik waren.
Eickel ist einer der Pioniere auf dem Gebiet des Compilerbaus. Er entwickelte Verfahrensweisen, die für den Bau von Compilern erforderlichen Standard-Software-Komponenten aus Spezifikationen zu generieren, statt mühsam und fehleranfällig zu programmieren. Neben den frühen Compiler-generierenden Systemen MUG1 und MUG2 wandte er diese Praxis auch in der Verarbeitung strukturierter Dokumente und bei der Erzeugung intuitiver Bedienoberflächen an.
Elf Jahre lang war er beim Wettbewerb „Jugend forscht“ Mitglied der Bundesjury für Mathematik und Informatik, die letzten fünf Jahre ihr Vorsitzender. Mit Rat und Tat unterstützte er den Aufbau eines Informatik-Studiengangs an der Medizinischen Universität Lübeck, die ihn dafür 1998 mit der Ehrendoktorwürde auszeichnete.